# Diepholzer Baggersee
Der Diepholzer Baggersee ist ein Baggersee im Westen der Stadt Diepholz, Niedersachsen. Er liegt unmittelbar westlich der Bundesstraße 51.
Der See wird vom Sportfischereiverein Diepholz als Angelgewässer genutzt. Das Baden im See ist offiziell verboten, dennoch ist der See als Badesee bekannt und im Sommer findet ein reger Badebetrieb statt. Häufig treten auch Probleme mit Müll und nächtlicher Unruhe auf.
Die Interessengemeinschaft Modellbau Diepholz nutzt den See für den Betrieb von Modellbauschiffen.